# Andabat

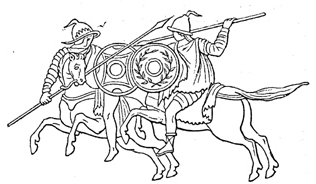
Gladiador andabat

Andabat (plural llatí andabatae) era un tipus de gladiador que lluitava "a cegues". Estava fortament defensat per l'armadura, però amb la visera del seu casc segellada per evitar la visió dels seus oponents, que lluitaven contra altres andabats. Per a alguns estudiosos, el terme no indicava cap tipus de gladiador, sinó qualsevol tipus de gladiador que lluitava sense l'ús de la vista. En qualsevol cas, el terme ja no apareix a l'època imperial.